# شیکو بوشیخی
شیکو بوشیخی (فرانسوی: Chico Bouchikhi‎؛ زادهٔ ۱۳ اکتبر ۱۹۵۴) با نام عربی جلول البوشیخی، که نام کوچکش چیکو هم تلفظ می‌شود، ترانه‌سرا، موسیقی‌دان و گیتارنواز سابق گروه جیپسی کینگز اهل فرانسه است. وی یکی از بنیان‌گذاران جیپسی کینگز بود که بعدها پس از ترک این گروه، گروه موسیقی «شیکو و جیپسی‌ها» را پایه‌گذاری نمود.
او در شهر آرل از پدری مراکشی و مادری الجزایری متولد شد. برادرش احمد بوشیخی در بحران لیلهامر به اشتباه توسط نیروهای اطلاعاتی موساد به قتل رسید که او را با «علی حسن سلامه»، فرمانده عملیاتی سازمان سپتامبر سیاه اشتباه گرفته بودند.
شیکو سفیر صلح یونسکو است و در جریان پیمان اسلو، در حضور شیمون پرز و یاسر عرفات به اجرای موسیقی پرداخت.